# Alburnoides maculatus
Alburnoides maculatus е вид лъчеперка от семейство Шаранови (Cyprinidae). Видът е уязвим и сериозно застрашен от изчезване.

## Разпространение
Разпространен е в Украйна.

## Описание
На дължина достигат до 7,3 cm.